# Dokozapentaenoinska kiselina
Dokozapentaenoinska kiselina označava sve 22:5 masne kiseline pravog lanca. 
Dva izomera su od posebnog značaja
- sve-cis-7,10,13,16,19-dokozapentaenoinska kiselina je ω-3 masna kiselina sa trivijalnim imenom klupanodonska kiselina, inače poznata kao DPA. Ona je intermedijar između eikozapentaenoinske kiseline (EPA, 20:5 ω-3) i dokozaheksaenoinske kiseline (DHA, 22:6 ω-3). Ulje foke je bogat izvor.[1]
- sve-cis-4,7,10,13,16-dokozapentaenoinska kiselina je ω-6 masna kiselina sa trivijalnim imenom osbondna kiselina. Ona se formira elongacijom i zasićenjem arahidonske kiseline 20:4 ω-6. Kod sisara, deficijencija klupanodonske kiseline je praćena povećanjem koncentracije ovog izomera; Osbond/DHA je stoga marker prehrambene DHA suficijencije.[2][3]